# Saint-Georges Peristereota
Le monastère de Kuştul (en turc: Kuştul Manastırı, en grec: Ιερά Μονή του Αγίου Γεωργίου Περιστερεώτα) se situe en Turquie, dans le village de Şimşirli, district de Maçka, province de Trabzon,: c'est l'ancien monastère pontique de Saint-Georges Peristereota.
À son apogée, le monastère se composait de 187 cellules monacales et d'une bibliothèque qui abritait plus de 7000 livres, dont des copies des œuvres de l'antiquité.

## Historique
Selon la légende du monastère, c'est un vol de tourterelles descendu des forêts de Sourmena qui aurait guidé trois moines qui portaient l'icône de Saint-Georges jusqu'à l'endroit où le monastère a été construit en l'an 752, durant la période byzantine. Son nom, Peristereotis, signifie « des colombes » en grec (et kuştul signifie « oiseau » en turc). 
En 1203 et après 450 ans d'utilisation continue, le monastère fut dévasté par un raid des Mengüjekides et resta désert jusqu'en 1398, lorsque l'empereur Manuel III de Trébizonde le releva : ses higoumènes furent Théophane de Lazique (1393-1426), Barnabas de Lazique (1426-1449) et Methodios de Sourmaina (à partir de 1449).
En 1462, le monastère fut à nouveau détruit lors de la conquête de l'empire de Trébizonde par l'Empire ottoman. Il se releva, mais beaucoup de ses biens étaient perdus, et ce qui restait eut à souffrir de l'incendie de 1483. En 1501, le monastère a été placé sous la juridiction directe (stauropégique) du patriarcat œcuménique de Constantinople, et le resta jusqu'à son abandon forcé en 1923.
En 1906, il subit encore un incendie suivi d'une dernière restauration.
Le monastère ferma le 17 janvier 1923, lorsque les moines, comme toute la population grecque pontique du  pays de Trébizonde, furent expulsés vers la Grèce selon les dispositions du traité de Lausanne.
De 1954 à 1969, Charalambos Kianguidès réussit à retrouver et rassembler divers objets dispersés (dont une icône de Saint-Georges sur une plaque de marbre avec placages d'or et un fonds baptismal trouvé chez un avocat turc originaire de Matzouka et demeurant à Trébizonde) qui se trouvent aujourd'hui rassemblés au monastère du même nom de Saint-Georges Peristereota, inauguré le 16 juin 1978 à Náoussa en Grèce, où ont également été ré-inhumés les ossements des moines du monastère de Kuştul. Mais la bibliothèque d'origine est perdue.
En Turquie, le monastère abandonné a été progressivement démantelé, et seules les fondations de son église sont encore visibles aujourd'hui.